# Birkbeck, University of London

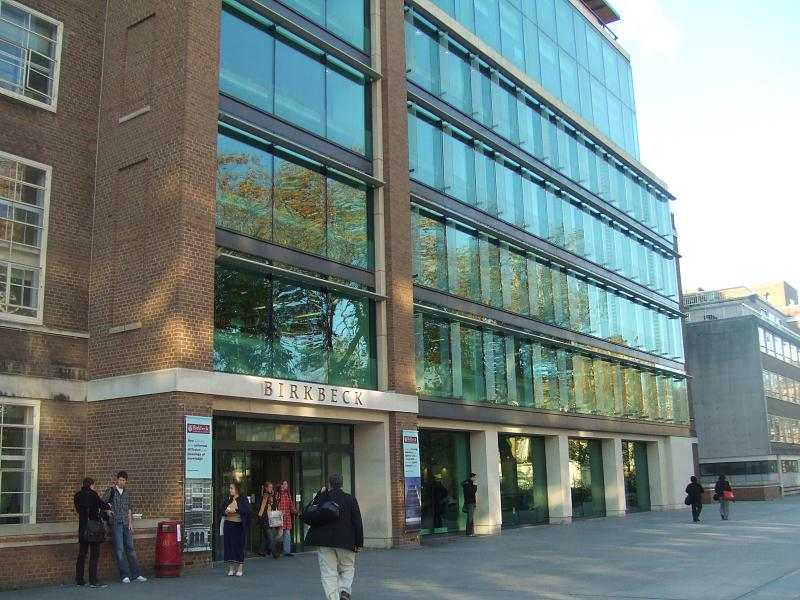
Das Gebäude des Birkbeck in London

Birkbeck, University of London, auch als Birkbeck oder kurz BBK bekannt, ist ein renommiertes College der University of London. Birkbeck ist eine der wenigen Universitäten im Vereinigten Königreich, die sich auf das Abendstudium spezialisiert hat.

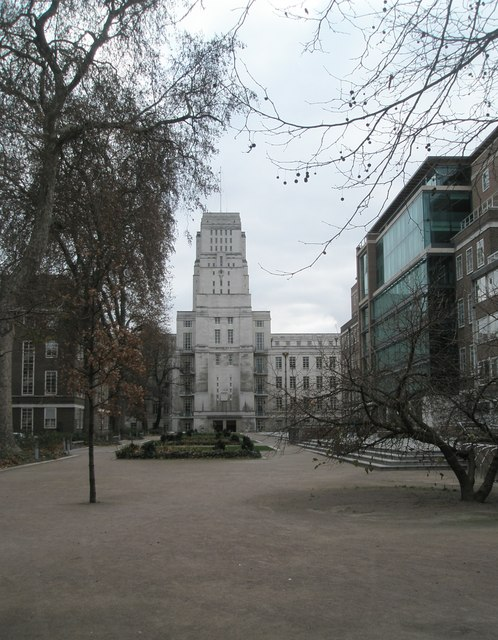
Platz vor dem Birkbeck mit Blick auf das Senate House (ebenfalls University of London)

## Geschichte
Das College ist nach seinem Gründer George Birkbeck (1776–1841) benannt. Er gründete das College im Jahre 1823 als London Mechanics’ Institute. 1907 bekam es den Namen Birkbeck College. 2002 legte es offiziell das Wort College ab, um nur noch den Namen Birkbeck zu führen.
Der ursprüngliche Fokus der Universität lag im naturwissenschaftlichen Bereich: 1952 wurde hier mit dem All Purpose Electronic X-Ray Computer einer der ersten Computer in Europa entwickelt. Mittlerweile finden dort hauptsächlich postgraduale Studiengänge in den Bereichen der Kunst-, Human- und Sozialwissenschaften statt.
Mitte der 1990er Jahre wurde die London Consortium Graduate School als Zusammenschluss von Birkbeck, der Architectural Association, dem Institute of Contemporary Arts, dem Science Museum sowie der Tate Gallery etabliert. Die angebotenen Studiengänge werden von Professoren der Universität und der Architectural Association sowie Kuratoren der beteiligten Museen betreut. Die Vorlesungen werden in den Räumlichkeiten der Universität sowie der Tate Modern und der Tate-Britain-Galerie abgehalten. Zu den dauerhaft Lehrenden gehören Anthony Julius, Tom McCarthy, Colin MacCabe, Laura Mulvey, Steven Connor, Marina Warner, Juliet Mitchell, Stuart Hall (†), Roger Scruton †, Salman Rushdie, Tilda Swinton sowie Slavoj Žižek.
Die wirtschafts- und naturwissenschaftlichen Master- und Promotionsprogramme besitzen jedoch weiterhin Tradition. So wurde der Lehrstuhl für theoretische Physik von 1961 bis 1987 von David Bohm geleitet, der maßgebliche Beiträge im Bereich der Quantenmechanik leistete. Die Nobelpreisträger Aaron Klug und Derek H. R. Barton waren ebenfalls an der Universität tätig.
Seit 1998 bestehen zwischen Birkbeck und dem University College London Kooperationen, die sich unter dem Dach des Bloomsbury Center mit struktureller Biologie sowie Bioinformatik beschäftigen.

## Ranking
Im QS World University Ranking 2025 wurde das Birkbeck College auf Platz 408 weltweit eingestuft und im weltweiten Vergleich des Magazins Times Higher Education wurde das College zwischen dem 301–350. Platz angeführt. Im Jahr 2010 lag das College dagegen noch auf dem 152. Platz.

## Zahlen zu den Studierenden
Von den 12.070 Studenten des Studienjahrens 2020/2021 nannten sich 6.940 weiblich (57,5 %) und 5.095 männlich (42,2 %). 10.435 Studierende kamen aus England, 25 aus Schottland, 45 aus Wales, 10 aus Nordirland, 745 aus der EU und 810 aus dem Nicht-EU-Ausland. 6.870 der Studierenden (56,9 %) strebten ihren ersten Studienabschluss an, sie waren also undergraduates. 5.200 (43,1 %) arbeiteten auf einen weiteren Abschluss hin, sie waren postgraduates. Davon waren 520 in der Forschung tätig.
Von den 11.425 Studierenden im Studienjahr 2019/2020 waren 6.445 weiblich (56 %) und 4.955 männlich. 9.925 von ihnen kamen aus England, 675 aus der EU. 6.680 waren undergraduates, 4.745 postgraduates.

## Alumni
Zu den bekannteren Alumni (Absolventen) der Universität zählen unter anderem:
- Atri Banerjee, Theaterregisseur
- Annie Besant, britische Freidenkerin, Freimaurerin, Frauenrechtlerin, Journalistin, Schriftstellerin und Politikerin
- Alan Davey (MP)
- Dido (* 1971), Sängerin
- Ramsay MacDonald, ehemaliger Premierminister Englands (Labour-Partei)
- Denis MacShane (* 1948), Mitglied des Parlaments (MP)
- Richard Sambrook, Vorstandsmitglied der BBC
- Álvaro Pombo, spanischer Dichter, Romanautor und politischer Aktivist
- Robert A. Shaw, britischer Chemiker
- Kitty Ussher (* 1971), MP, ehemalige britische Finanzministerin
- Jah Wobble (* 1958), britischer Musiker, Musikproduzent und Inhaber der Schallplattenfirma 30 Hertz Records